# Унут
Унут — в древнем Египте богиня-покровительница 15-го верхнеегипетского нома. Первоначально изображалась в виде зайчихи, к концу древнего царства стала изображаться в виде львицы или змея-урея; отождествлялась с Солнечным Оком.
Изображение Унут можно увидеть на Гербе города Хемену, а также на дверях гробницы Аменхотепа III, хранящейся в Британском Музее, в Лондоне.
С первого переходного периода культ Унут полностью вытесняется культом Великой Восьмёрки, и в эпоху Среднего царства практически перестаёт существовать.